# نینیولا
نینیولا آپاتا (زاده ۱۵ دسامبر ۱۹۸۶)، که به‌طور حرفه ای با نام نینیولا شناخته می‌شود، خواننده و ترانه‌سرای نیجریه ای است. او در فصل ششم پروژه شهرت غرب آفریقا در سال ۲۰۱۳ شرکت کرد.
نینیولا خواهر بزرگتر تنی (خواننده) است.

## هنر
نینیولا سبک موسیقی خود را به عنوان Afro-house توصیف می‌کند که ترکیبی از افروبیت و موسیقی هاوس است. او اظهار داشته که آواز خواندن به زبان یوروبا را دوست دارد زیرا این آهنگ را زیبا می‌کند.